# 谢家村站
谢家村站位于中华人民共和国江西省南昌市青山湖区北京东路与上海路和上海北路交叉口，是南昌地铁1号线的地铁车站，车站于2015年12月26日和1号线一同启用。

## 车站结构
站厅在地下一层，站台在地下二层为岛式站台。
车站面积规划为12179㎡，核实为11955.1㎡，占地面积约14.81亩。

### 楼层
| 1层  | 地面               | 出入口                       |  |  |
| -1层 | 站厅               | 自动售票机、客服中心         |  |  |
| -2层 |                    | █ 1号线 往昌北机场（彭家桥） |  |  |
|      | 岛式站台，左侧开门 |                              |  |  |
|      |                    | █ 1号线 往麻丘（青山湖大道） |  |  |

### 出入口
本站共开放4个出入口。
| 编号                   | 指示                     | 图片 | 建议前往的目的地                                                  |
| ---------------------- | ------------------------ | ---- | ----------------------------------------------------------------- |
| 出口 · 1L              | 上海路东侧，北京东路南侧 |      | 南昌锦海·东方银座、南昌供电局住宅、城东电信校区、江西省人民检察院 |
| 出口 · 2L              | 北京东路北侧，上海路东侧 |      | 青苑公寓                                                          |
| 出口 · 3L              | 上海路西侧，北京东路北侧 |      | 谢家村、南昌大学青山湖校区南区                                    |
| 出口 · 4L · 升降机标志 | 上海路西侧，北京东路南侧 |      | 恒茂梦时代广场、京海横街                                          |
| 註： 設有              |                          |      |                                                                   |

## 历史
- 2009年6月2日《南昌市轨道交通1号线一期工程环境影响报告书（简本）》中本站名为上海路站位于北京东路与上海路交叉口[8][9]。
- 2010年8月30日的1号线一期24个站点暂用名定为上海路站[2]。
- 2010年12月15日确定将改为谢家村站[10]。
- 2015年12月26日随1号线一期一同启用。
- 2017年9月出入口编号改动，B改1，A改2，D改3，C改4。[11][12][13]